# متحف البريد الفرنسي

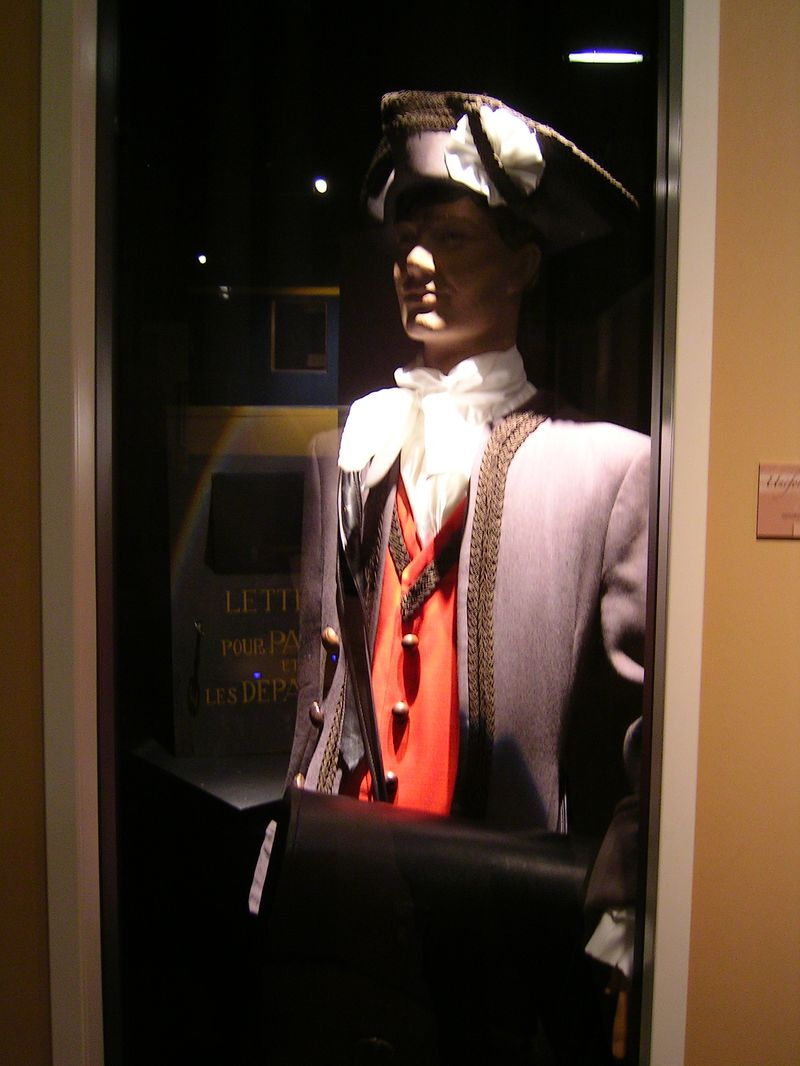
زي ساعي بريد فرنسي من القرن الثامن عشر

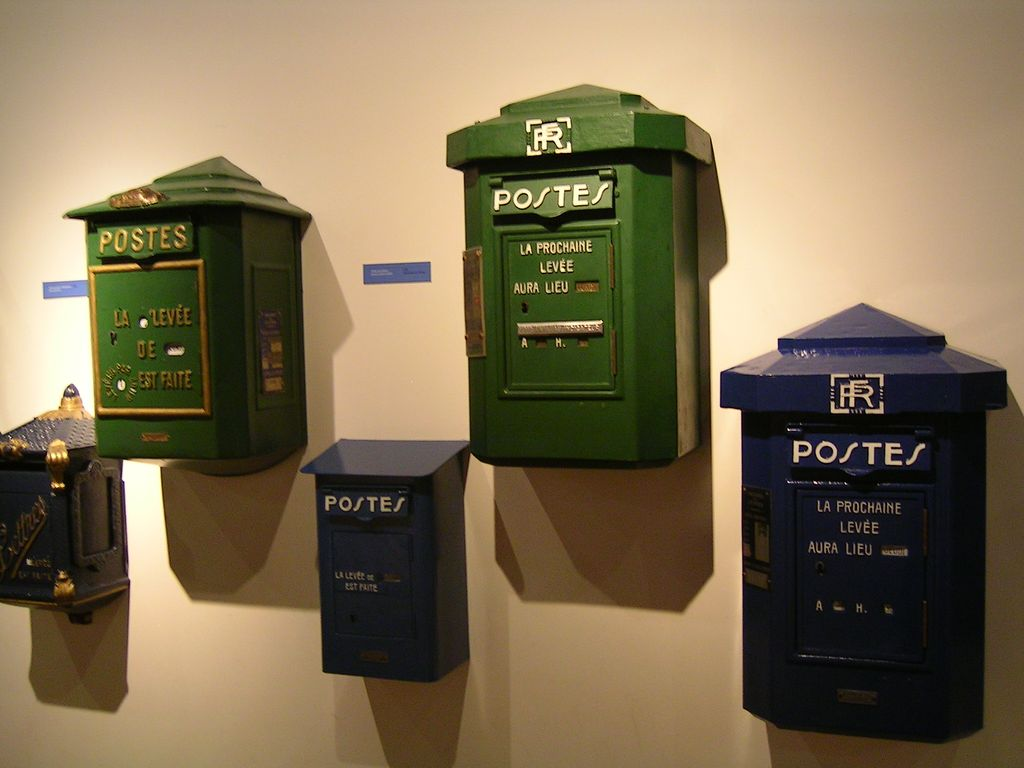
معرض صناديق البريد الفرنسية

متحف البريد الفرنسي ( Musée de La Poste ) هو متحف البريد الفرنسي لا بوست (شركة فرنسية) . وهو متحف متخصص في التاريخ الخاص بالبريد والطوابع في فرنسا . تم افتتاح المتحف في عام 1946 ، ويقع في موقعين في باريس. تم إغلاق المتحف لإعادة تطويره من 2014 إلى نوفمبر 2019.

## منشأ
تم نشر فكرة إنشاء متحف بريدي لأول مرة من قبل هاوي جمع الطوابع آرثر موري بعد عرض نماذج مصغرة للنقل البريدي بالسكك الحديدية في معرض يونيفرسال لعام 1889 في باريس.
افتتح متحف البريد الفرنسي في 4 يونيو 1946 في فندق شوازول براسلين في الدائرة السادسة في باريس . تم عرض المجوعة الأولى على مساحة 600 متر مربع وشكلت الطوابع البريدية الجزء الرئيسي.
لم يكن فندق شوازول براسلين كبيرًا بما يكفي فقد تم استبداله بمبنى جديد مساحته 1500 متر مربع. تم بناؤه بين عامي 1969 و 1972 وتم تزيينه بجدار أمامي صممه أندريه شاتلين . يقع المبنى بالقرب من محطة مونبارناس في الدائرة الخامسة عشرة في باريس وتم الافتتاح في 18 ديسمبر 1973.

## الممتلكات والأنشطة
تقدم المعارض الدائمة أشياء مرتبطة بالمراسلات ونقل البريد وعمل سعاة البريد وطوابع نادرة. وفي عام 1999 تم إنشاء غرفة لعرض 3500 طابع بريدي لفرنسا بالترتيب الزمني والموضعي.

## أنظر أيضا
- قائمة المتاحف في باريس
- متحف البريد